# Liste de dirigeantes politiques françaises
 (septembre 2016).
Améliorez-le ou discutez des points à vérifier. 
Cette liste de dirigeantes politiques françaises recense toutes les femmes qui ont été Première ministre ou ministre ou qui ont exercé une fonction importante dans la hiérarchie politique française.

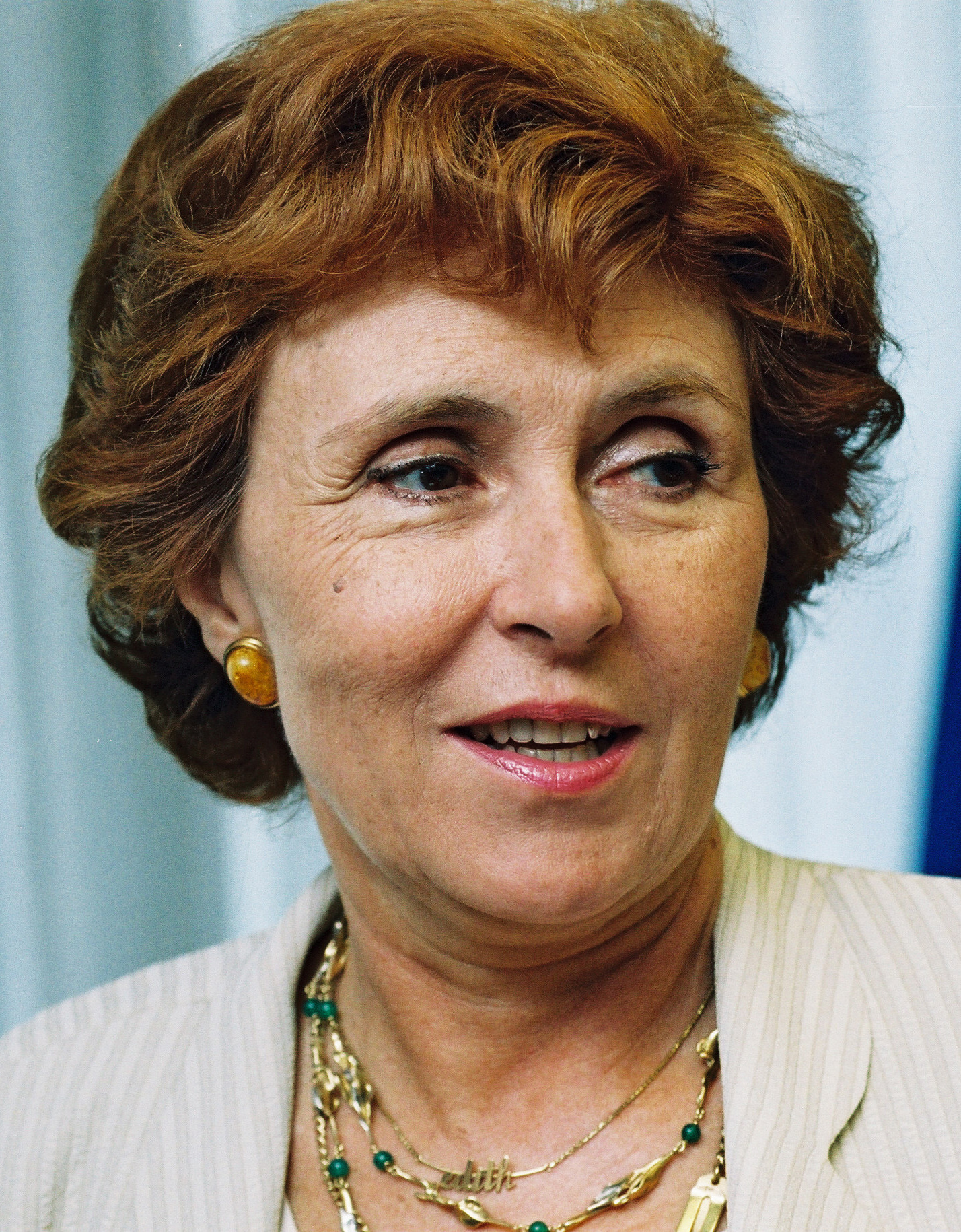
Édith Cresson, première femme Première ministre française de 1991 à 1992.

## Premières ministres
- Édith Cresson (1934- ), du 15 mai 1991 au 2 avril 1992.

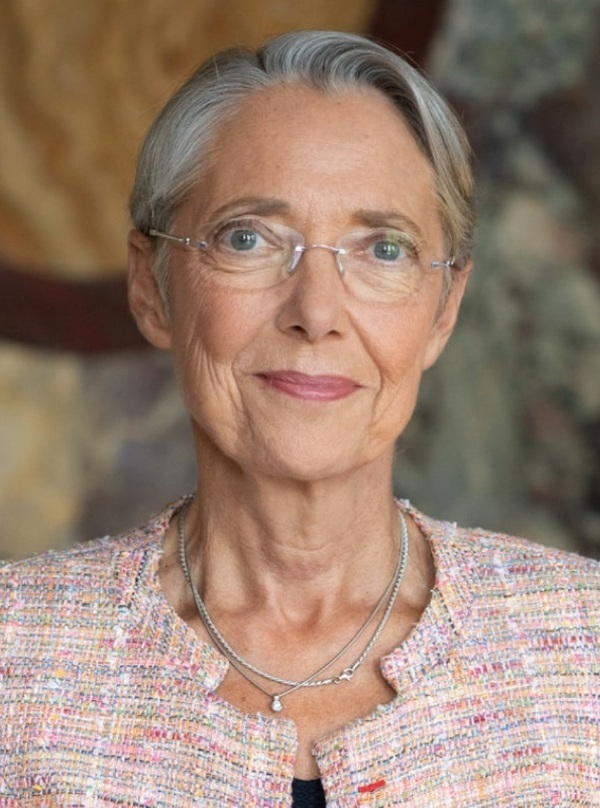
Élisabeth Borne, Première ministre française de 2022 à 2024.

- Élisabeth Borne, Première ministre française de 2022 à 2024.Élisabeth Borne (1961- ), du 16 mai 2022 au 9 janvier 2024.

## Ministres d'État et ministres régaliennes

### Ministres d'État
- Nicole Questiaux (1930- ), du 22 mai 1981 au 23 juin 1981.
- Simone Veil (1927-2017), du 30 mars 1993 au 11 mai 1995.
- Michèle Alliot-Marie (1946- ), du 23 juin 2009 au 27 février 2011.
- Élisabeth Borne (1961- ), depuis le 23 décembre 2024.

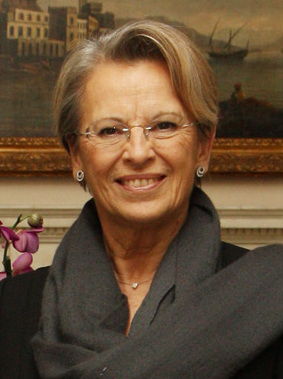
Michèle Alliot-Marie est la première femme à exercer les fonctions de ministre de la Défense, de l'Intérieur et des Affaires étrangères sous Jacques Chirac et Nicolas Sarkozy.

### Ministres de la Justice
- Élisabeth Guigou (1946- ), du 4 juin 1997 au 18 octobre 2000.
- Marylise Lebranchu (1947- ), du 18 octobre 2000 au 6 mai 2002.
- Rachida Dati (1965- ), du 18 mai 2007 au 23 juin 2009.
- Michèle Alliot-Marie (1946- ), du 23 juin 2009 au 14 novembre 2010.
- Christiane Taubira (1952- ), du 16 mai 2012 au 27 janvier 2016.
- Nicole Belloubet (1955- ), du 21 juin 2017 au 6 juillet 2020.

### Ministres de la Défense
- Michèle Alliot-Marie (1946- ), du 7 mai 2002 au 18 mai 2007.
- Sylvie Goulard (1964- ), du 17 mai au 20 juin 2017.
- Florence Parly (1963- ), du 21 juin 2017 au 20 mai 2022.

### Ministre de l'Intérieur
- Michèle Alliot-Marie (1946- ), du 18 mai 2007 au 23 juin 2009.

### Ministre de l'Économie et des Finances
- Christine Lagarde (1956- ), du 19 juin 2007 au 29 juin 2011.

### Ministres des Affaires étrangères
- Michèle Alliot-Marie (1946- ), du 14 novembre 2010 au 27 février 2011.
- Catherine Colonna (1956- ), du 20 mai 2022 au 11 janvier 2024.

## Présidentes de régions et départements

### Présidentes de conseils généraux ou départementaux
- Evelyne Baylet (1913-2014)
  - Présidente du conseil général de Tarn-et-Garonne du 21 mars 1970 au 26 mars 1982.
- Lucette Michaux-Chevry (1929-2021)
  - Présidente du conseil général de la Guadeloupe du 26 mars 1982 au 23 mars 1985.
- Janine Bardou (1927-2008)
  - Présidente du conseil général de la Lozère de novembre 1985 au 11 décembre 1994.
- Anne d'Ornano (1936- )
  - Présidente du conseil général du Calvados du 26 avril 1991 au 31 mars 2011.
- Marie-Françoise Pérol-Dumont (1952-)
  - Présidente du conseil général de la Haute-Vienne du 28 mars 2004 au 2 avril 2015.
- Nassimah Dindar (1960- )
  - Présidente du conseil général puis départemental de La Réunion du 1er avril 2004 au 18 décembre 2017.
- Claude Roiron (1963- )
  - Présidente du conseil général d'Indre-et-Loire du 20 mars 2008 au 31 mars 2011.
- Josette Durrieu (1937- )
  - Présidente du conseil général des Hautes-Pyrénées du 1er avril 2008 au 31 mars 2011.
- Hermeline Malherbe (1969- )
  - Présidente du conseil général puis départemental des Pyrénées-Orientales depuis le 21 novembre 2010.
- Marisol Touraine (1959- )
  - Présidente du conseil général d'Indre-et-Loire du 31 mars 2011 au 29 juin 2012.
- Josette Manin (1950- )
  - Présidente du conseil général de la Martinique du 31 mars 2011 au 18 décembre 2015.

- Josette Borel-Lincertin (1941- )
  - Présidente du conseil départemental de la Guadeloupe du 2 avril 2015 au 1er juillet 2021.
- Christine Bouquin (1962- )
  - Présidente du conseil départemental du Doubs depuis le 2 avril 2015.
- Sophie Pantel (1971- )
  - Présidente du conseil départemental de la Lozère du 2 avril 2015 au 9 août 2024.
- Nathalie Sarrabezolles (1970- )
  - Présidente du conseil départemental du Finistère du 2 avril 2015 au 1er juillet 2021.
- Valérie Simonet (1966- )
  - Présidente du conseil départemental de la Creuse depuis le 2 avril 2015.
- Martine Vassal (1962- )
  - Présidente du conseil départemental des Bouches-du-Rhône depuis le 2 avril 2015.
- Marie-Pierre Mouton (1965- )
  - Présidente du conseil départemental de la Drôme depuis le 29 mai 2017.
- Brigitte Klinkert (1956- )
  - Présidente du conseil départemental du Haut-Rhin du 1er septembre 2017 au 29 juillet 2020.
- Marie-Christine Cavecchi (1945- )
  - Présidente du conseil départemental du Val-d'Oise depuis le 20 octobre 2017.
- Nadège Lefebvre (1960- )
  - Présidente du conseil départemental de l'Oise depuis le 25 octobre 2017.
- Sophie Borderie (1966- )
  - Présidente du conseil départemental de Lot-et-Garonne depuis le 17 mai 2019.
- Hélène Sandragné (1960- )
  - Présidente du conseil départemental de l'Aude depuis le 2 juillet 2020.
- Valérie Beausert-Leick (1966- )
  - Présidente du conseil départemental de Meurthe-et-Moselle du 13 juillet 2020 au 1er juillet 2021.
- Françoise Laurent-Perrigot (1950- )
  - Présidente du conseil départemental du Gard depuis le 27 novembre 2020.
- Éliane Barreille (1951- )
  - Présidente du conseil départemental des Alpes-de-Haute-Provence depuis le 1er juillet 2021.
- Florence Dabin (1979- )
  - Présidente du conseil départemental de Maine-et-Loire depuis le 1er juillet 2021.
- Coralie Denoues (1984- )
  - Présidente du conseil départemental des Deux-Sèvres depuis le 1er juillet 2021.
- Chaynesse Khirouni (1968- )
  - Présidente du conseil départemental de Meurthe-et-Moselle depuis le 1er juillet 2021.
- Sylvie Marcilly (1966- )
  - Présidente du conseil départemental de la Charente-Maritime depuis le 1er juillet 2021.
- Marie-Agnès Petit (1962- )
  - Présidente du conseil départemental de la Haute-Loire depuis le 1er juillet 2021.
- Dominique Santoni (1964- )
  - Présidente du conseil départemental de Vaucluse depuis le 1er juillet 2021.

### Présidentes du conseil de Paris
- Nicole de Hauteclocque (1913-1993), de 1972 à 1973.
- Anne Hidalgo (1959- ), depuis le 5 mars 2014.

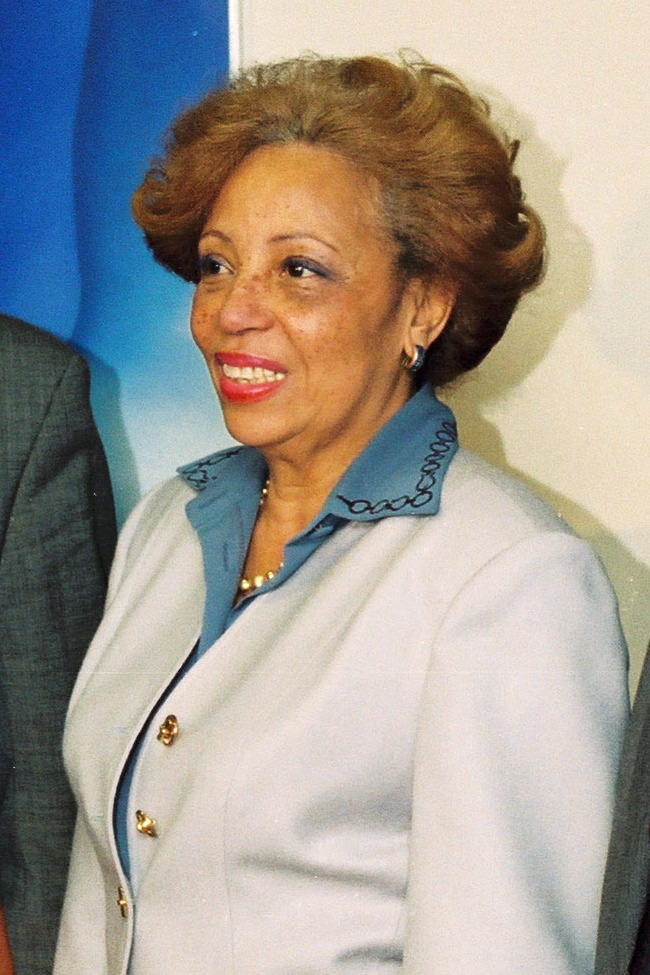
À la suite des élections régionales de 1992, Lucette Michaux-Chevry, devient présidente de la région Guadeloupe, tout comme sa collègue Marie-Christine Blandin en région Nord-Pas-de-Calais.

### Présidentes de conseils régionaux
- Lucette Michaux-Chevry (1929-2021)
  - Présidente du conseil régional de la Guadeloupe du 27 mars 1992 au 1er avril 2004.
- Marie-Christine Blandin (1952- )
  - Présidente du conseil régional du Nord-Pas-de-Calais du 31 mars 1992 au 20 mars 1998.
- Margie Sudre (1943- )
  - Présidente du conseil régional de La Réunion du 25 juin 1993 au 23 mars 1998.
- Anne-Marie Comparini (1947-2025)
  - Présidente du conseil régional de Rhône-Alpes du 4 janvier 1999 au 28 mars 2004.
- Élisabeth Morin-Chartier (1947- )
  - Présidente du conseil régional de Poitou-Charentes du 28 juin 2002 au 2 avril 2004.
- Ségolène Royal (1953- )
  - Présidente du conseil régional de Poitou-Charentes du 2 avril 2004 au 21 avril 2014.
- Marie-Marguerite Dufay (1949- )
  - Présidente du conseil régional de Franche-Comté du 5 janvier 2008 au 31 décembre 2015
  - Présidente du conseil régional de Bourgogne-Franche-Comté depuis le 4 janvier 2016.
- Josette Borel-Lincertin (1941- )
  - Présidente du conseil régional de la Guadeloupe du 3 août 2012 au 12 avril 2014.
- Valérie Pécresse (1967- )
  - Présidente du conseil régional d'Île-de-France depuis le 18 décembre 2015.
- Carole Delga (1971- )
  - Présidente du conseil régional d'Occitanie depuis le 4 janvier 2016.
  - Présidente des Régions de France depuis le 9 juillet 2021.
- Christelle Morançais (1975- )
  - Présidente du conseil régional des Pays de la Loire depuis le 19 octobre 2017.
- Huguette Bello (1950- )
  - Présidente du conseil régional de La Réunion depuis le 2 juillet 2021.

### Présidentes du gouvernement de la Nouvelle-Calédonie
- Marie-Noëlle Thémereau (1950- ), présidente du gouvernement de la Nouvelle-Calédonie de 2004 à 2007.
- Cynthia Ligeard (1962- ), présidente du gouvernement de la Nouvelle-Calédonie en 2014.

### Présidentes de province de la Nouvelle-Calédonie
- Cynthia Ligeard (1962- ), présidente de l'Assemblée de la Province Sud du 20 septembre 2012 au 11 mai 2014.
- Sonia Backès (1976- ), présidente de l'Assemblée de la Province Sud depuis le 17 mai 2019.

### Présidentes d'assemblées territoriales ou de conseils territoriaux
- Nivaleta Iloai (1977- )
  - Présidente de l'Assemblée territoriale des îles Wallis-et-Futuna du 1er avril au 11 décembre 2013 puis du 26 novembre 2020 au 25 mars 2022.
- Aline Hanson (1949-2017)
  - Présidente du Conseil territorial de Saint-Martin entre le 17 avril 2013 et le 2 avril 2017.
- Marie-Antoinette Maupertuis (1967- )
  - Présidente de l'Assemblée territoriale de Corse depuis le 1er juillet 2021.

## Présidentes à l'Assemblée nationale et au Sénat

### Présidentes de l'Assemblée nationale
- Yaël Braun-Pivet (1970- ), depuis le 28 juin 2022.

### Présidentes de groupes parlementaires
- Marie-Thérèse Goutmann (1933-2016)
  - Présidente du groupe communiste au Sénat de 1975 au 23 juillet 1978[1].
- Hélène Luc (1932- )
  - Présidente du groupe communiste au Sénat de décembre 1979 au 1er octobre 2001.
- Nicole Borvo Cohen-Seat (1945- )
  - Présidente du groupe communiste au Sénat du 1er octobre 2001 au 19 septembre 2012.
- Éliane Assassi (1958- )
  - Présidente du groupe communiste au Sénat du 19 septembre 2012 au 1er octobre 2023.
- Barbara Pompili (1975- )
  - Co-présidente du groupe écologiste à l'Assemblée nationale du 20 juin 2012 au 12 mars 2016.
- Cécile Duflot (1975- )
  - Co-présidente du groupe écologiste à l'Assemblée nationale du 13 octobre 2015 au 19 mai 2016.
- Corinne Bouchoux (1964- )
  - Co-présidente puis présidente du groupe écologiste au Sénat du 6 novembre au 13 décembre 2015 au 3 mai 2016.
- Valérie Rabault (1973- )
  - Présidente du groupe socialiste et apparentés à l'Assemblée nationale du 11 avril 2018 au 23 juin 2022.
- Paula Forteza (1986- )
  - Co-présidente du groupe Écologie démocratie solidarité à l'Assemblée nationale du 19 mai au 17 octobre 2020.
- Mathilde Panot (1989- )
  - Présidente du groupe La France insoumise à l'Assemblée nationale depuis le 12 octobre 2021.
- Virginie Duby-Muller (1979- )
  - Présidente du groupe Les Républicains à l'Assemblée nationale du 19 mai au 22 juin 2022.
- Aurore Bergé (1986- )
  - Présidente du groupe Renaissance à l'Assemblée nationale du 22 juin 2022 au 20 juillet 2023.
- Cyrielle Chatelain (1987- )
  - Co-présidente puis présidente du Groupe écologiste à l'Assemblée nationale depuis le 23 juin 2022.
- Marine Le Pen (1968- )
  - Présidente du groupe Rassemblement national à l'Assemblée nationale depuis le 23 juin 2022.

## Maires de grandes villes

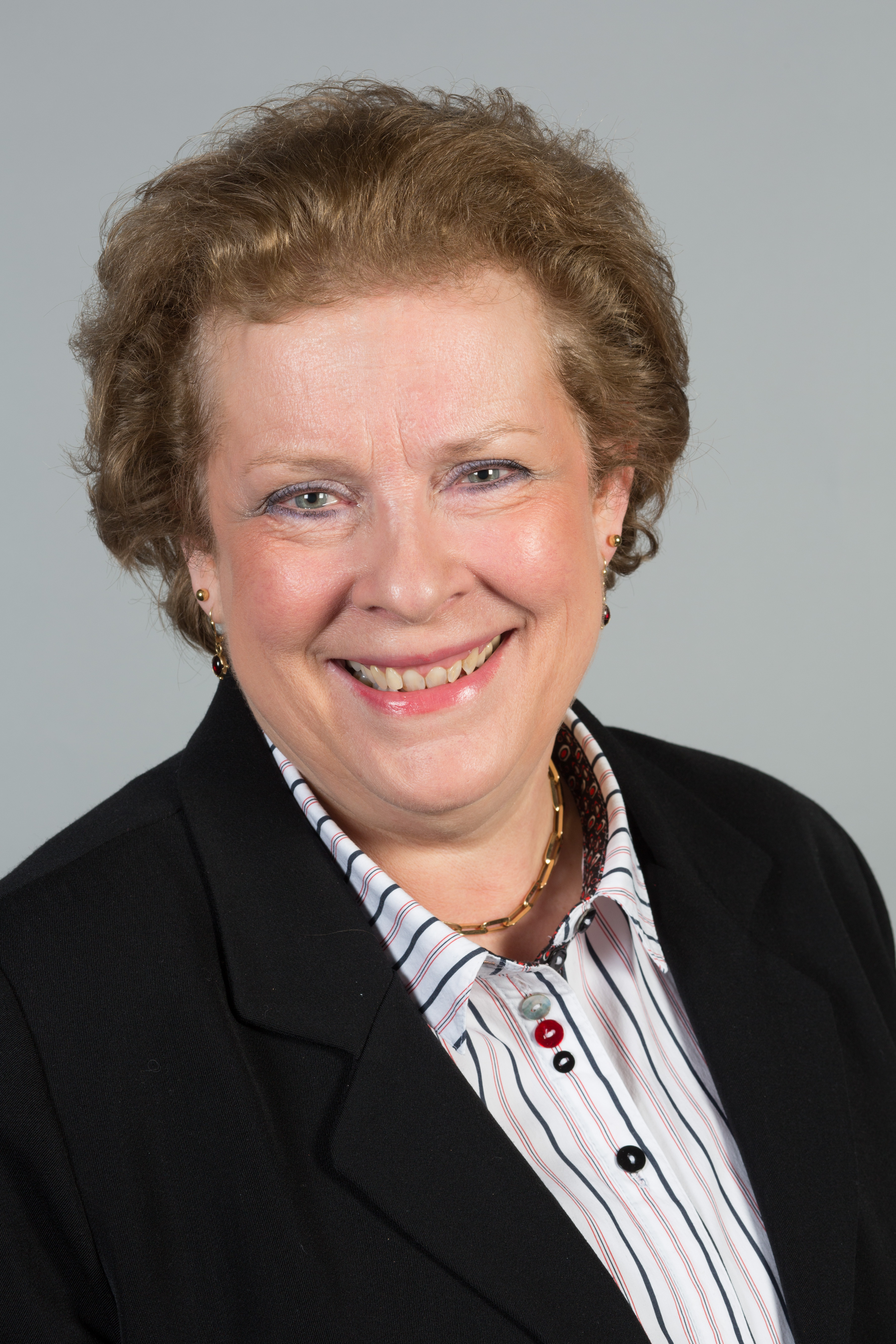
Catherine Trautmann, élue maire de Strasbourg en 1989, est la première femme maire d'une ville de plus de 100 000 habitants.

On comprend par « grandes villes » celles supérieures à 100 000 habitants.
- Catherine Trautmann (1951-)
  - Maire de Strasbourg du 24 mars 1989 au 25 juin 1997 puis du 25 juin 2000 au 19 mars 2001.
- Brigitte Le Brethon (1951-)
  - Maire de Caen du 24 mars 2001 au 23 mars 2008.
- Martine Aubry (1950-)
  - Maire de Lille depuis le 25 mars 2001.
- Maryse Joissains-Masini (1942-)
  - Maire d'Aix-en-Provence du 25 mars 2001 au 24 septembre 2021.
- Fabienne Keller (1959-)
  - Maire de Strasbourg du 25 mars 2001 au 22 mars 2008.
- Brigitte Fouré (1955-)
  - Maire d'Amiens du 27 juin 2002 au 29 mars 2007 puis depuis le 4 avril 2014
- Hélène Mandroux (1940-)
  - Maire de Montpellier du 22 avril 2004 au 4 avril 2014.
- Valérie Fourneyron (1959-)
  - Maire de Rouen du 15 mars 2008 au 27 juin 2012.
- Huguette Bello (1950-)
  - Maire de Saint-Paul du 21 mars 2008 au 20 aout 2009 puis du 9 octobre 2009 au 4 avril 2014 et du 4 juillet 2020 au 8 juillet 2021.
- Adeline Hazan (1956-)
  - Maire de Reims du 21 mars 2008 au 4 avril 2014.
- Dominique Voynet (1958-)
  - Maire de Montreuil du 22 mars 2008 au 4 avril 2014.
- Nathalie Appéré (1975-)
  - Maire de Rennes depuis le 4 avril 2014.
- Johanna Rolland (1979-)
  - Maire de Nantes depuis le 4 avril 2014.Anne Hidalgo devient en 2014, la première femme à la tête de la capitale.
- Anne Hidalgo (1959-)

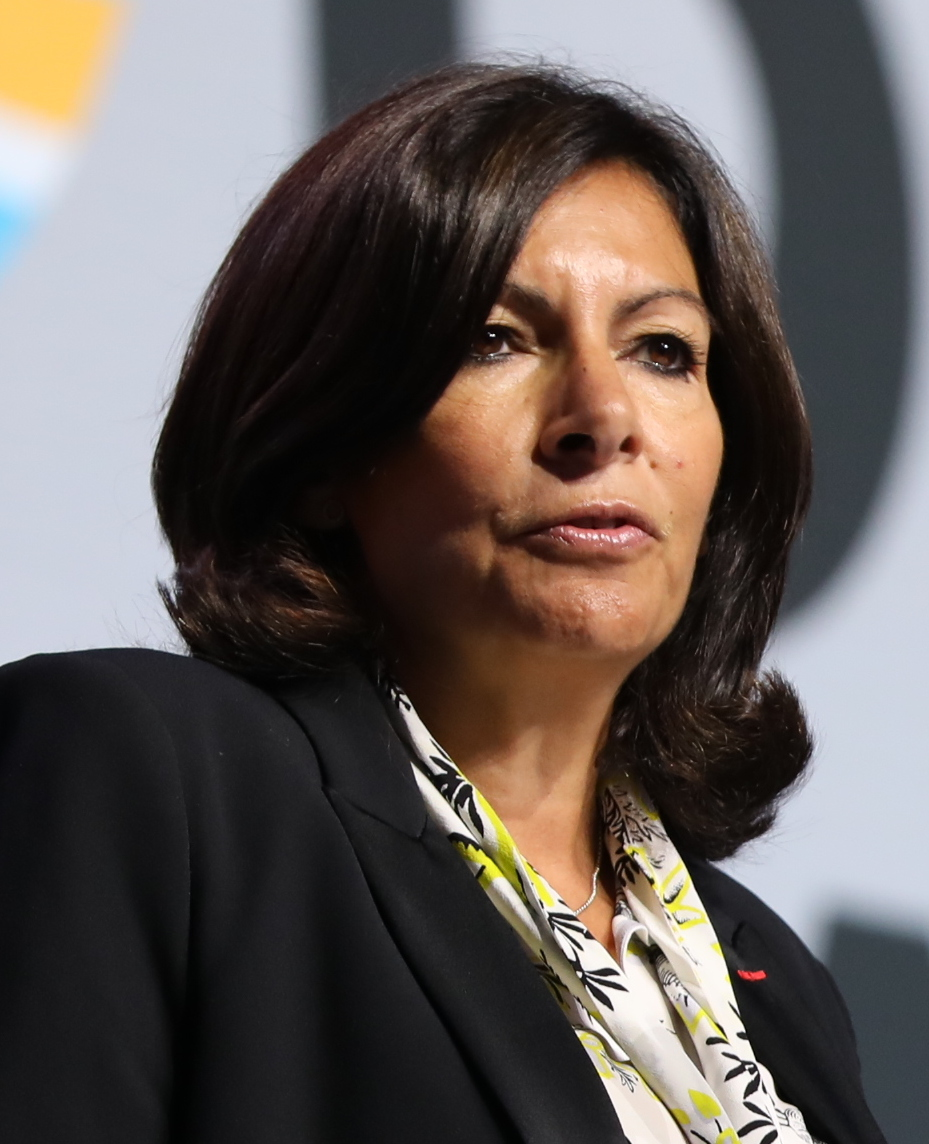
Anne Hidalgo devient en 2014, la première femme à la tête de la capitale.

  - Maire de Paris depuis le 5 avril 2014.
- Sonia Lagarde (1948-)
  - Maire de Nouméa depuis le 5 avril 2004.
- Michèle Lutz (1958-)
  - Maire de Mulhouse depuis le 20 octobre 2017.
- Anne Vignot (1960-)
  - Maire de Besançon depuis le 3 juillet 2020.
- Ericka Bareigts (1967-)
  - Maire de Saint-Denis depuis le 4 juillet 2020.
- Jeanne Barseghian (1980-)
  - Maire de Strasbourg depuis le 4 juillet 2020.
- Michèle Rubirola (1956-)
  - Maire de Marseille du 4 juillet au 15 décembre 2020.
- Sophie Joissains (1969-)
  - Maire d'Aix-en-Provence depuis le 24 septembre 2021.
- Nathalie Koenders (1977-)
  - Maire de Dijon depuis le 25 novembre 2024.

## Dirigeantes de partis
- Arlette Laguiller, première femme à diriger un parti (LO), et première femme candidate à l'élection présidentielle en France en 1974.Arlette Laguiller (1940- )

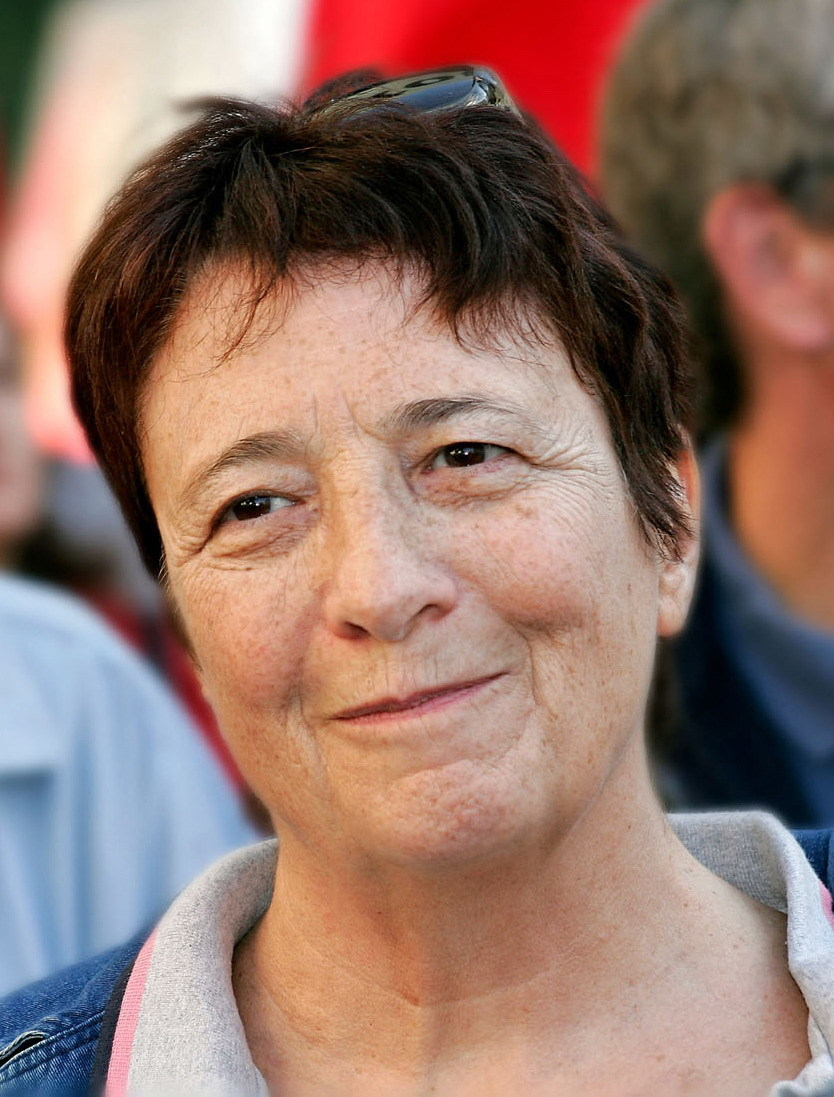
Arlette Laguiller, première femme à diriger un parti (LO), et première femme candidate à l'élection présidentielle en France en 1974.

  - Porte-parole de LO de 1973 au 8 décembre 2008.
- Michèle Alliot-Marie (1946-)
  - Présidente du RPR du 4 décembre 1999 au 24 avril 2002.
- Dominique Voynet (1958-)
  - Secrétaire nationale des Verts du 24 juin 2001 au 13 janvier 2003
- Marie-George Buffet (1949-)
  - Secrétaire nationale du PCF du 28 octobre 2001 au 20 juin 2010.
- Cécile Duflot (1975-)
  - Secrétaire nationale des Verts puis d’EÉLV du 16 novembre 2006 au 23 juin 2012.
- Martine Aubry (1950-)
  - Première secrétaire du PS du 26 novembre 2008 au 17 septembre 2012.
- Nathalie Arthaud (1970-)
  - Porte-parole de LO depuis le 8 décembre 2008.
- Christine Boutin (1944-)
  - Présidente du PCD du 20 juin 2009 au 10 juillet 2013.
- Marine Le Pen (1968-)
  - Présidente du FN puis du RN du 16 janvier 2011 au 13 septembre 2021.
- Emmanuelle Cosse (née en 1974)
  - Secrétaire nationale d’EÉLV du 30 novembre 2013 au 11 février 2016.
- Sylvia Pinel (née en 1977)
  - Présidente du PRG puis du MRSL du 17 février 2016 au 8 février 2019î
- Catherine Barbaroux (née en 1949)
  - Présidente de LREM du 8 mai au 17 août 2017.
- Annie Genevard (née en 1956)
  - Présidente par intérim de LR du 1er juillet au 11 décembre 2022.
- Marine Tondelier (née en 1986)
  - Secrétaire nationale d’EÉLV depuis le 10 décembre 2022.

## Dirigeantes politiques françaises de fiction
- 2006 : Grace Bellanger (jouée par Anne Consigny), présidente de la République dans la série télévisée L'État de Grace.
- 2009 : la ministre de l’Intérieur (jouée par Nathalie Besançon), dans le téléfilm La Journée de la jupe.
- 2012 : Anne Visage (jouée par Nathalie Baye), secrétaire d’État aux Affaires sociales et candidate à l’élection présidentielle dans la série télévisée Les Hommes de l'ombre.
- 2013 : Claire Archambault (jouée par Anne Le Ny), Premier ministre dans la série télévisée Manipulations.
- 2018 : Amélie Dorendeu (jouée par Anna Mouglalis), présidente de la République dans la série télévisée Baron noir.

## Filmographie
- Documentaire de Michèle Dominici, Madame la ministre, 2012, produit par Catherine Lopez (C TON FILM productions), avec la participation de France Télévisions, en coproduction avec l’INA et avec la participation de Public Sénat.
- Documentaire de Stéphanie Kaïm, Sexisme en politique : un mal dominant, 2015, diffusé le 26 avril sur France 5.